# Passendorfer Kirche (Halle)

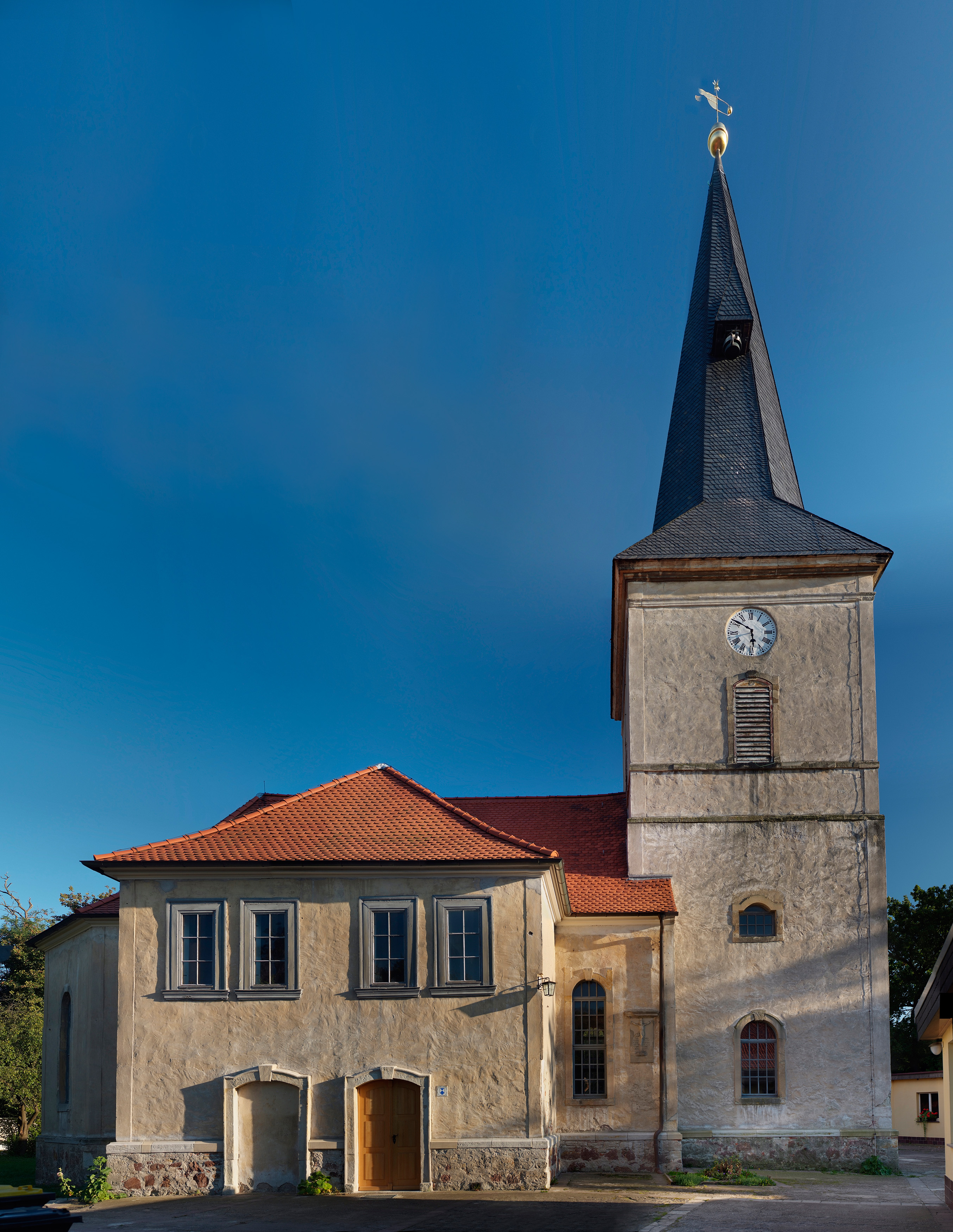
Passendorfer Kirche

Die Passendorfer Kirche steht im Stadtteil Neustadt von Halle (Saale). Sie gehört zum Pfarrbereich Halle-Neustadt/Nietleben im Kirchenkreis Halle-Saalkreis der Evangelischen Kirche in Mitteldeutschland.

## Geschichte
Die Kirche wurde 1720 bis 1723 erbaut und ist stilistisch dem Barock zuzuordnen. Ihr Baumeister war Christian Trothe. 
Eine stilistische Ausnahme bildete der zeitweilig in der Passendorfer Kirche aufgestellte spätgotische Schnitzaltar von 1510, der aus einer anderen, heute unbekannten Kirche stammt. Der Mittelteil befindet sich derzeit im nördlichen Seitenchor der katholischen St.-Moritz-Kirche, die Seitenflügel im Kunstmuseum Moritzburg. Der Taufstein wurde 1658 geschaffen.
1877 wurde die Kirche gründlich saniert, zum Teil umgebaut und Empore, Orgel und Bänke eingebaut.
Nachdem beim Bau von Halle-Neustadt keine Kirche vorgesehen war, wurde die Passendorfer Kirche zur Kirche für den neuen Ort. Einer der ersten Pfarrer vor Ort wurde der bisherige Jugendpfarrer Günther Steinacker. Eine zugehörige Gemeinde existiert wieder seit 1967, die von 1969 bis 1972 die Kirche instand setzte und renovierte. 1977 wurde die Kirche unter Denkmalschutz gestellt. 1998 erhielt die Kirche ein neues Deckengemälde, gestaltet von dem Maler Michael Schwill.
Nach der Kirche wurde der im Naherholungsgebiet „Südpark“ liegende Kirchteich benannt.